# Stdio.h
stdio.h은 Standard Input/Output library (표준입출력 라이브러리)의 약어로써, C 언어의 표준 라이브러리 함수의 매크로 정의, 상수, 여러 형의 입출력 함수가 포함된 헤더 파일이다. 1970년대, 벨 연구소의 마크 레스크가 쓴 "portable I/O package"로부터 내려저 왔다. C++에서는 호환성을 이유로 stdio.h 헤더 파일이 포함되어 있는 것과 마찬가지로 cstdio도 std 이름공간에서 stdio.h의 함수와 형식이 선언되어 있다.

## 예제
라이브러리 함수 (및 변종들)는 헤더 파일에 정의되어 있다. 그러므로, 프로그래머는 헤더 파일에 정의된 함수를 사용하기 위해 반드시 stdio.h 헤더 파일을 소스 코드에 포함해야 한다.
```
#include
 
<stdio.h>

int
 
main
()

{

    
int
 
ch
;

    
while
 
((
ch
 
=
 
getchar
())
 
!=
 
EOF
)

        
putchar
(
ch
);

    
putchar
(
'\n'
);

    
return
 
0
;

}

```

위의 프로그램은 바이트에 의해 바이트로 표준 입력으로 입력하고, 표준 출력으로 출력한다. 그리고 출력의 끝에 개행 문자를 추가한다.

## 멤버 함수
stdio.h에 선언되어 있는 함수는 일반적으로 파일 조작 함수와 콘솔 입출력 함수 둘로 구분된다.
| 이름                                   | 해설 |
| 파일 조작 함수                         | 파일 조작 함수 |
| -------------------------------------- | --- |
| fopen, freopen                         | 파일을 읽거나 쓴다. |
| fclose                                 | 파일을 닫는다. |
| remove                                 | 파일을 삭제한다. |
| rename                                 | 파일 이름을 바꾼다. |
| rewind                                 | 파일 위치를 초기화한다. |
| tmpfile                                | 임시 파일을 만들고 연다. fclose()로 닫으면 임시 파일이 삭제된다.                                                                                 |
| 콘솔 입출력 함수                       | |
| clearerr                               | end-of-file와 주어진 스트림에 대한 오류 지시자를 지운다.                                                                                         |
| feof                                   | end-of-file 지시자가 주어진 스트림으로 설정되어 있는지 검사한다.                                                                                 |
| ferror                                 | 오류 지시자가 주어진 스트림으로 설정되어 있는지 검사한다.                                                                                        |
| fflush                                 | 보류 중인 버퍼된 출력을 주어진 스트림의 파일에 강제로 쓴다.                                                                                      |
| fgetpos                                | 첫 번째 변수 (FILE *)부터 두 번째 변수 (fpos_t *)의 파일 위치 지시자를 저장한다.                                                                 |
| fgetc                                  | 파일로부터 한 개의 문자를 리턴한다. |
| fgets                                  | 파일로부터 문자열을 읽는다. (파일의 끝이거나 개행 문자의 끝)                                                                                     |
| fputc                                  | 한 문자를 파일에 입력한다. |
| fseek                                  | 파일을 찾는다. |
| fsetpos                                | 기억된 첫 번째 인수(FILE *) 두 번째 인수(fpos_t *) 까지의 파일 위치 지시자를 설정한다.                                                           |
| fread                                  | 파일로부터 데이터를 읽어들인다. |
| fwrite                                 | 파일로부터 데이터를 쓴다. |
| getc                                   | 주어진 스트림으로부터 문자를 읽고 리턴한다. 강화된 파일 지시자로서, 주어진 스트림을 한 번 이상으로 평가하는 fgetc와 같은 효과를 내는 매크로이다. |
| getchar                                | getc(stdin)와 같은 효과를 낸다. |
| gets                                   | stdin이 개행문자를 발생시키고 인수에 저장할 때까지 문자를 읽는다.                                                                                |
| printf, vprintf                        | 표준 출력 스트림에 출력한다. |
| fprintf, vfprintf                      | 파일로 출력한다. |
| sprintf, snprintf, vsprintf, vsnprintf | 문자 배열로 출력한다. (C 문자열) |
| perror                                 | stderr에 오류 메시지를 쓴다. |
| putc                                   | 스트림에 문자를 쓴다. |
| putchar, fputchar                      | putc(stdout)와 같은 효과를 낸다. |
| scanf, vscanf                          | 표준 입력 스트림으로 입력한다. |
| fscanf, vfscanf                        | 파일로 입력한다. |
| sscanf, vsscanf                        | 문자 배열로부터 입력한다. (예: C 문자열) |
| setbuf, setvbuf                        | 주어진 스트림에 버퍼링 모드로 전환한다. |
| tmpnam                                 | 임시 파일을 만든다. |
| ungetc                                 | 문자를 스트림의 역순으로 읽는다 |
| puts                                   | stdout에 문자, 문자열을 출력한다. |

## 멤버 상수
| 이름         | 해설 |
| ------------ | --- |
| EOF          | end-of-file 절을 가리키는 용도로 사용되는 int형의 음의 정수.                                                                        |
| BUFSIZ       | setbuf() 함수에 의해 버퍼 크기를 나타내는 정수.                                                                                     |
| FILENAME_MAX | 충분히 열 수 있는 저장 가능한 파일 이름의 char형의 배열 크기.                                                                       |
| FOPEN_MAX    | 동시에 열 수 있는 파일의 개수; 최소 8                                                                                               |
| _IOFBF       | "input/output fully buffered"의 약어. 이 정수값은 setvbuf() 함수에 넘겨서 버퍼화된 블록의 스트림을 열기 위해 입출력에 요구한다.     |
| _IOLBF       | "input/output line buffered"의 약어. 이 정수값은 setvbuf() 함수에 넘겨서 버퍼화된 라인의 스트림을 열기 위해 입출력에 요구한다.      |
| _IONBF       | "input/output not buffered"의 약어. 이 정수값은 setvbuf() 함수에 넘겨서 버퍼화 되지 않은 것을 스트림을 열기 위해 입출력에 요구한다. |
| L_tmpnam     | char 배열이 tmpnam() 함수를 발생시킬 정도의 충분한 크기                                                                             |
| NULL         | 널 포인터의 약어인 매크로 상수. 이 상수는 메모리의 어떤 유효한 위치의 개체도 가리키지 않는 포인터 값이다.                           |
| SEEK_CUR     | fseek() 함수의 요구한 현재 파일 위치의 상대 위치를 나타내는 정수.                                                                   |
| SEEK_END     | fseek() 함수의 요구한 end of file의 상대 위치를 나타내는 정수.                                                                      |
| SEEK_SET     | fseek() 함수의 요구한 파일의 시작점의 상대 위치를 나타내는 정수.                                                                    |
| TMP_MAX      | tmpnam() 함수가 생성가능한 최대 파일명 길이 (최소 25자)                                                                             |

## 멤버 변수
| 이름   | 해설                                                                          |
| ------ | ----------------------------------------------------------------------------- |
| stdin  | 표준 입력 스트림(일반적으로 키보드)를 참조하는 FILE에 대한 포인터.            |
| stdout | 표준 출력 스트림(일반적으로 디스플레이 터미널)을 참조하는 FILE에 대한 포인터. |
| stderr | 표준 오류 스트림(항상 디스플레이 터미널)을 참조하는 FILE에 대한 포인터.       |

## 멤버 형식
stdio.h 헤더에 정의된 데이터 형식이 포함되어 있다:
- FILE - 입출력 작동에 필요한 파일/텍스트 스트림에 대한 정보를 포함하는 구조다.
  - 파일 서술자
  - 현재 스트림 위치.
  - end-of-file 지시자
  - 오류 지시자
  - 적용 가능할 경우, 스트림의 버퍼에 대한 포인터.
- fpos_t - 유일하게 파일의 바이트 위치를 식별할 수 있는 비 배열 형식.
- size_t - sizeof 연산자의 결과값을 나타내는 형식의 양의 정수형.

## 참고
1. ↑  Kernighan, Brian; Rob Pike (1984). 《The UNIX Programming Environment》. Englewood Cliffs: Prentice Hall. 200쪽.
2. ↑  “rewind 파일 읽기/쓰기 위치를 처음으로 초기화”. FALINUX Forum.[깨진 링크(과거 내용 찾기)]